# Pacello da Mercogliano
Pacello Mazzarotta, dit Dom Pacello da Mercogliano, alias francisé Pierre de Mercollienne, surnommé « Léonard des jardins », né à Mercogliano en 1453 et mort en 1534, est l'un des premiers paysagistes de la Renaissance italienne.
Après avoir servi Ferdinand le Catholique au royaume de Naples, il travailla pour trois rois de France : Charles VIII, Louis XII et François Ier. Ayant contribué à l'aménagement des jardins de la Villa Poggio Reale à Naples, il réalisa ensuite les premiers jardins de la Renaissance française, successivement : au château royal d'Amboise et à Château-Gaillard en 1496, au château de Blois en 1499 et au château de Gaillon à partir de mars 1506. Il acquit le titre de jardinier du roi et de doyen du Plessis-Formentières.

## Biographie
Né à Mercogliano en 1453, Pacello Mazzarotta est issu de la famille Mercogliano d'Avellino. Selon les sources, il est tantôt prêtre et « capitaine du peuple préposé aux membres du clergé séculier », selon le cardinal Louis d'Aragon d'après le journal de voyage de ce dernier dressé par son chapelain Antonio de Beatis, tantôt moine bénédictin selon le père Giovanni Mongelli.
En juin 1503, il est nommé chanoine de la collégiale Saint-Sauveur de Blois.

## Réalisations paysagères et travaux agronomiques

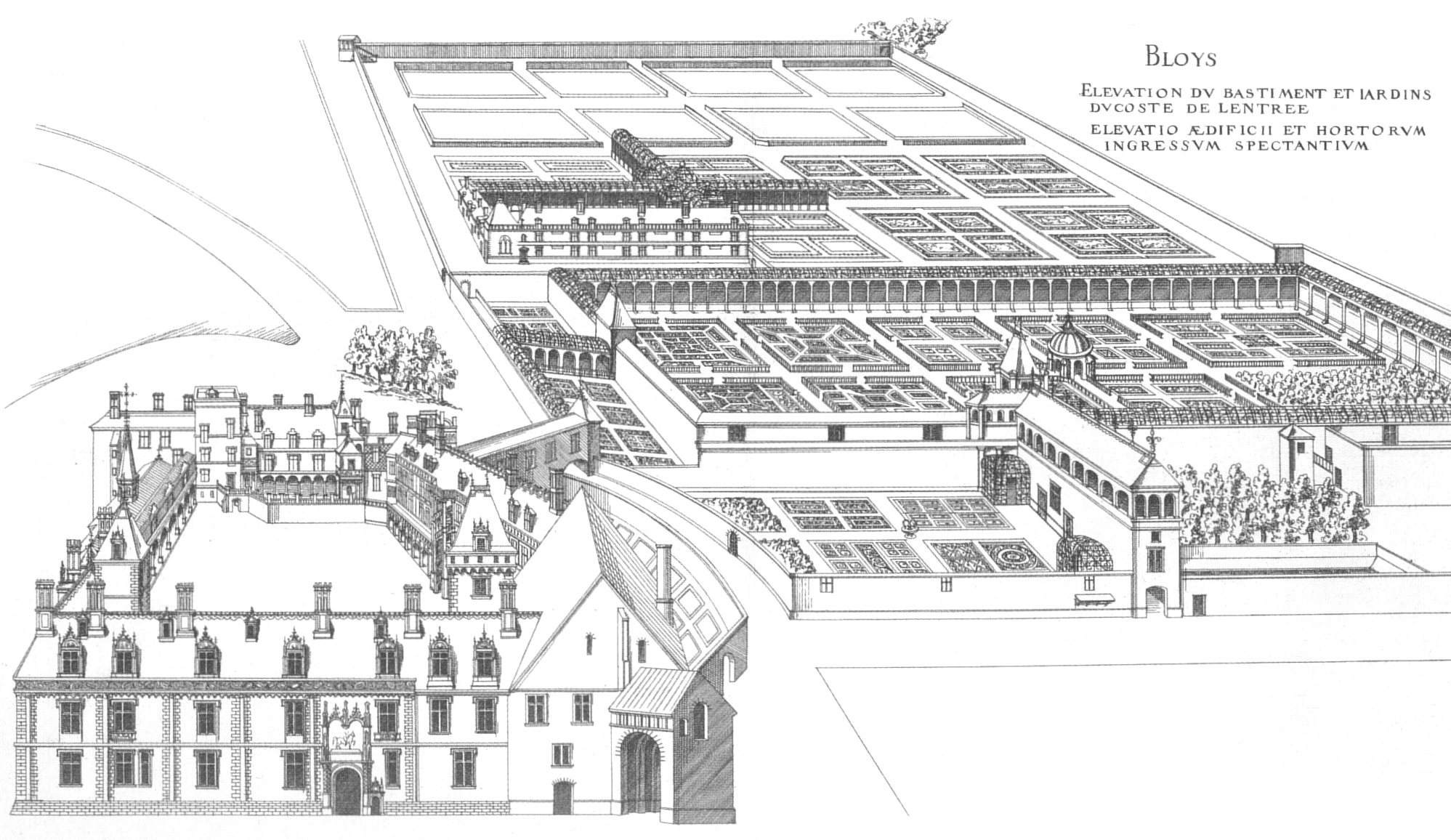
Perspective du château de Blois, dont les jardins ont été conçus par Pacello da Mercogliano à partir de 1499.

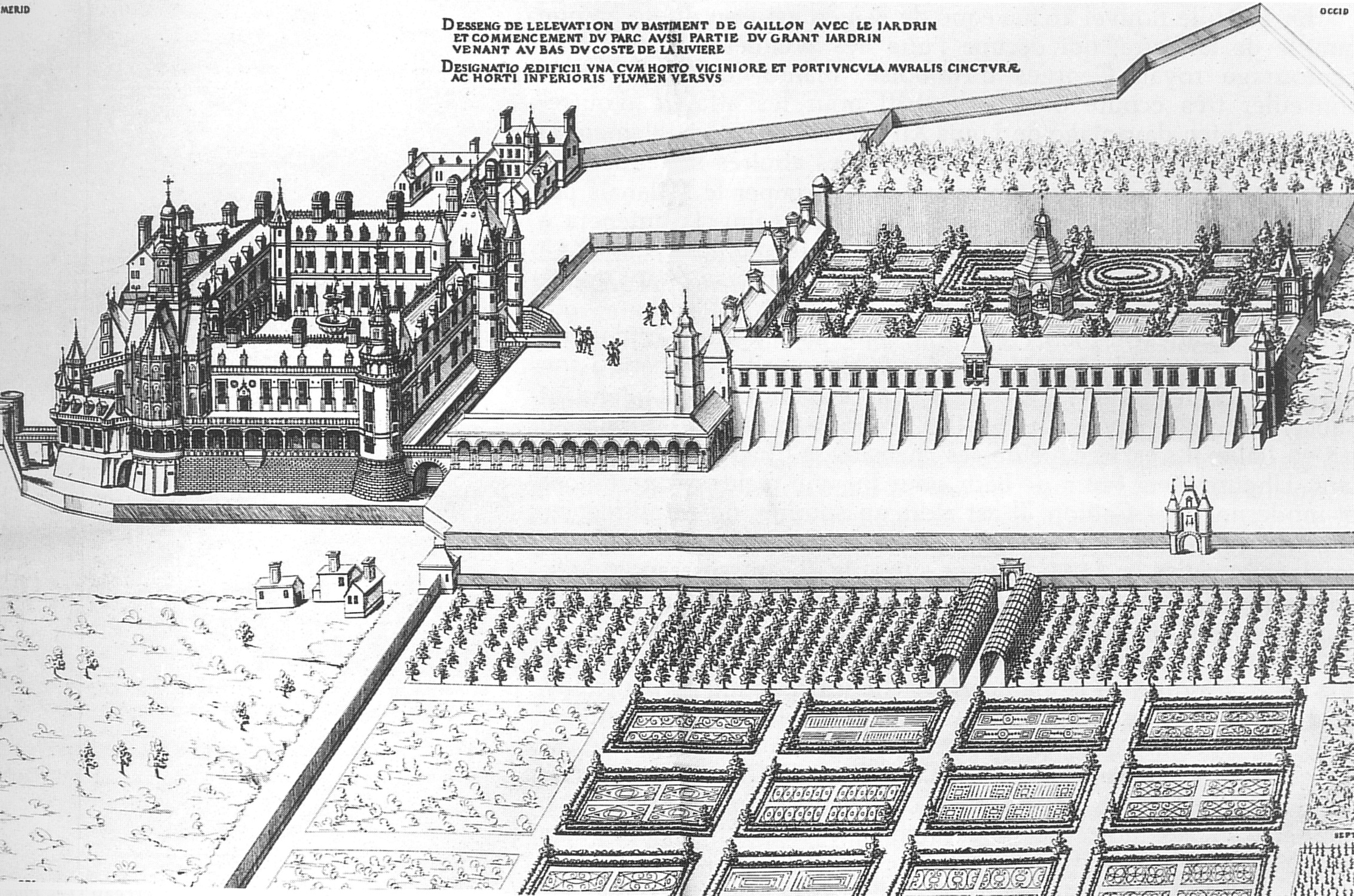
1576 : Perspective du château de Gaillon, dont les jardins ont été conçus par Pacello da Mercogliano à partir de mars 1506.

Inspiré notamment par le traité d'architecture De re aedificatoriae de Leon Battista Alberti qui formalisa en particulier les règles du dessin du jardin, Pacello da Mercogliano contribua à la réalisation de ceux de la Villa Poggio Reale à Naples.
Comptant parmi les créateurs italiens qui accompagnèrent Charles VIII lors de son retour de la première campagne d'Italie, Pacello da Mercogliano fut à l'origine des jardins de la Renaissance française. À partir de 1496, il conduisit la réalisation d'un nouveau jardin, élément majeur du grand projet du roi pour le château royal d'Amboise. Ce jardin d'agrément est encore un jardin clos,  mais il ménage des ouvertures sur le paysage, nouveauté dont un visiteur en 1501 se ravit en ces termes : « Le plus beau jardin que je vis oncques et plus beau regard que de voir bien à plain à dix lieues loin ». À proximité du château, le domaine de Château-Gaillard est le lieu d'importantes innovations. C'est là qu'il réalisa la première perspective paysagère axiale et les premiers parterres « à la Française », en y intégrant le « miroir d’eau » apporté par l’Amasse et le cours de l’exsurgence qui l’alimente. En matière d'acclimatation agronomique, il y mena : les premières acclimatations d'agrumes (notamment des orangers et citronniers) et de pêchers au nord de la France méditerranéenne en y développant la serriculture en serres chaudes et en y créant la première orangerie royale française (associant la technique horticole des « caisses d'empotage »), l'obtention de la prune reine-claude ainsi que le développement de la culture septentrionale des melons et tomates dans une « chartreuse » comportant des parcelles horticoles séparées par des murs coupe-vent.
En 1499, Louis XII lui confia la réalisation des jardins du château de Blois.
Par la suite, il fut engagé par l'archevêque Georges d'Amboise pour réaliser ceux du château de Gaillon. Il donna à ces derniers une forme rectangulaire délimitée par un mur d'enceinte et y créa 26 parterres séparés par des allées, suivant le dessin (partiel) de référence de Jacques Ier Androuet du Cerceau ci-contre, même 70 ans après. Achille Deville lui attribue la réalisation des premiers jardins du Haut.

### Sources bibliographiques
- Danièle Duport, Le Jardin et la Nature : Ordre et Variété dans la littérature de la Renaissance, Librairie Droz, 2002, 407 p. (ISBN 978-2-600-00689-7, lire en ligne)
- Jacques Androuet du Cerceau : « Les plus excellents bastiments de France »
- Archives départementales de Blois (parchemins en dates du 21 novembre 1510 au 27 juin 1534
- Carmine Mastroianni, Leonardo da Vinci da Roma ad Amboise. Gli ultimi anni di un genio del Rinascimento in fuga dall'Italia, Ed. Efesto, 2019  (ISBN 978-8833811147)
- Givoanni Mongelli, Histoire de Mercogliano : des origines à nos jours,
- Francesco Zecchino, Pacello da Mercogliano, jardinier à la cour de France,
- Note de lecture sur Persée - article : Georges Ier d'Amboise et les artistes italiens Yves Bottineau-Fuchs, Cahier des Annales de Normandie, Année 2000, Volume 29, Numéro 1, p. 143-162,  en ligne.